# Maizières-sur-Amance
Maizières-sur-Amance is een gemeente in het Franse departement Haute-Marne (regio Grand Est) en telt 108 inwoners (2020). De plaats maakt deel uit van het arrondissement Langres.

## Geografie
De oppervlakte van Maizières-sur-Amance bedraagt 7,9 km², de bevolkingsdichtheid is dus 13,4 inwoners per km².
De onderstaande kaart toont de ligging van Maizières-sur-Amance met de belangrijkste infrastructuur en aangrenzende gemeenten.

## Demografie
Onderstaande figuur toont het verloop van het inwonertal (bron: INSEE-tellingen).